# Haydn Wood
Haydn Wood (Slaithwaite, Yorkshire, 25 maart 1882 – Londen, 11 maart 1959) was een Brits componist en violist.

## Leven
Wood werd in een muzikale familie geboren. Toen hij twee jaar was, vertrok de familie van het eiland Man, dat hij later als refugium en inspiratiebron bezocht heeft. Op 15-jarige leeftijd begon hij zijn muziekstudies viool bij Enrique Fernandez Arbós aan het Royal College of Music in Londen. Verder studeerde hij bij César Thomson (1857-1931) aan het Koninklijk Conservatorium te Brussel en later nog eens in Londen compositie bij Sir Charles Villiers Stanford (1852-1924), aan wie hij later de Stanford Rhapsody opdroeg.
Naast een kleine 200 liederen schreef hij werken voor orkest, harmonieorkest, verschillende koren, en kamermuziek. Hij was naar de mening van collega's een knap orkestrator. Voor de Phantasy in F-groot kreeg hij de Cobbett Prize. Vanaf 1939 was Wood directeur van de Britse auteursrechtfederatie.
Wood was een getalenteerd violist. Hij begeleidde jaren lang de zangeres Emma Albani op viool.
Vreemd genoeg schreef Wood in 1909 geen vioolconcert, maar een pianoconcert. Het werd verschillende keren uitgevoerd met steeds een pianiste als solist. In 1913 werd het zelfs uitgevoerd onder leiding van Willem Mengelberg tijdens een Queen’s Hall promenade concert en in 1915 onder leiding van Sir Henry Wood (geen familie) opnieuw tijdens een Queen’s Hall promenade concert.
Het pianoconcert werd eind jaren 30 nog een paar keer uitgevoerd en voor het laatst in 1952. De eerste opname was in 2000 met Hamish Milne als solist in de serie The Romantic Piano Concerto van Hyperion.
Na het pianoconcert nam de carrière van Wood een wending. Onder invloed van zijn vrouw, de zangeres Dorothy Court, waar hij in 1909 mee huwde en van 1913 tot 1926 vele concertreizen ondernam, ging hij zich toeleggen op het componeren van liederen. Misschien is dat ook de bron van het succes van zijn vocale muziekwerken, in het bijzonder van zijn liederen, want hij schreef een aantal zeer succesvolle liederen waarvan Roses of Picardy een hit werd gedurende de Eerste Wereldoorlog. Er werden meer dan een miljoen exemplaren van verkocht en Wood werd wereld beroemd en een man in bonus. Op YouTube staan verschillende uitvoeringen van het lied.
Wood ging zich verder toeleggen op het schrijven van musicals en ook zijn musical Tina werd een hit in 1915. Het gaf Wood de mogelijkheid te doen wat hij wilde: serieuze werken componeren. Tijdens het interbellum was Wood een van de drie leidende componisten in Engeland van ‘lichte’ muziek. De andere twee waren Eric Coates en Montague Phillips. Alhoewel Wood zichzelf kwalitatief minder vond dan Coates schreef hij een behoorlijk aantal orkestrale werken en songs. Twee genres waar Coates ook in uitblonk.

## Composities (selectie)

### Werken voor orkest
- 1927 Southern Rhapsody, Virginia, voor orkest
- 1927 Dance of Youth
- 1929 Suite for Light Orchestra
- 1932 Concert in b-klein, voor viool en orkest
- 1932 Scherzo in the Olden Style
- 1932 Moods Suite
- 1933 Concert, voor viool en orkest
- 1933 A Day in Fairyland, ballet suite voor orkest
- 1934 In an Old Cathedral Town, suite voor orkest
- 1934 Market Day, voor orkest
- 1935 Apollo Overture
- 1935 An April Shower at Kew
- 1935 Paris Suite
- 1936 Frescoes, suite voor orkest
- 1937 Cities of Romance Suite
  1. Budapest
  2. Venice
  3. Seville
- 1938 Life and Love, ouverture
- 1939 East of Suez, suite voor orkest
- 1939 Philharmonic Variations, voor cello en orkest
- 1941 Minerva overture
- 1945 Phantasy, voor strijkers
- 1946 London Landmarks Suite
  1. Nelson's Column
  2. Tower Hill
  3. Horse Guards - Whitehall
- 1947 Concert d-klein, voor piano en orkest
  1. Maestoso e moderato - Tranquillo - Cadenza - Allegro
  2. Andante
  3. Finale: Vivace
- 1947 London Cameos, suite voor orkest
  1. The City (Miniature Overture)
  2. St. Jame's Park in Spring (Intermission)
  3. A State Ball at Buckingham Palace (Finale)
- 1948 American Rhapsody, voor orkest
- 1949 Festival March
- 1949 Firelight Fancies
- 1952 Elizabeth of England, Grand March
- 1953 Variations on a once popular, humorous song ("If You Want To Know The Time Ask a Policeman")
- A Manx Rhapsody (Mylecharane)
- A May Day Overture
- An Autumn Song
- Bird of Love Divine
- British Empire Fantasia
- British Rhapsody
- Dance of the Whimsical
- Day Dreams
- Egypt, suite voor orkest
- Eros overture
- Evening Song
- Harlequinade
- Harvest Time, suite voor orkest
- Homage March
- I Hear You Calling Me
- Joyousness Rhapsody
- Laughing Cavalier, suite naar schilderijen van Luke Fildes
  1. The Village Wedding
  2. The Doctor
- Longing
- Love in Arcady
- Manx Country Dance
- Manx Countryside Sketches, suite
- March of the Patriots
- Pleading
- Romany Life
- Royal Castles, suite voor orkest 
  1. Balmoral
  2. Caernarvon
  3. Windsor
- Serenade
- Sketch of a Dandy
- Snapshots of London, suite voor orkest 
  1. Sadlers Wells
  2. Regent's Park
  3. Wellington Barracks
- Soliloquy
- Souvenir de Valentino
- Stanford Rhapsody
- The Horse Guards
- Three Famous Cinema Stars, suite voor orkest 
  1. Valse Apache, Ivor Novello
  2. Romance, Dolores Del Rio
  3. Humoreske, Charles Chaplin
- Three Famous Pictures, suite voor orkest
- Torch of Freedom, Grand March

### Werken voor harmonieorkest
- 1903 Variations on an Original Theme
- 1933 Mannin Veen "Dear Isle of Man", symfonisch gedicht
- 1935 Montmatre March from the "Paris" Suite
- 1936 A Manx Overture
- 1938 King Ory Rhapsody
- 1940 Serenade at Sunset
- 1940 The Seafarer - A Nautical Rhapsody
- 1952 Elizabeth of England, Grand March
- 1955 Serenade to Youth
- Festival March
- Fleurette, voor cornet (of eufonium) en harmonieorkest
- Homage March
- March of the Patriots
- Torch of Freedom, Grand March

### Missen, cantates en gewijde muziek
- Lochinva, cantate
- Ode to Genius

### Muziektheater

#### Musicals
- 1915 Tina, musical (samen met Paul Rubens)
- 1917 Cash on Delivery, musical
- Clovertown, musical
- Dear Love, musical

### Vocale muziek
- 1916 Roses of Picardy, voor sopraan en orkest
- 1940 The Little Ships, voor bariton solo en mannenkoor
- A Bird Sang in the Rain
- A Brown Bird Singing, voor sopraan en orkest
- A Leafland Lullaby
- Beware, duet voor twee sopranen
- Bird of Love Divine
- Casey the Fiddler
- Daffodil Gold
- Dear Hands That Gave Me Violets
- Elizabeth of England
- God Made Me Kind, voor sopraan en orkest
- Homeward at Eventide
- I Want Your Heart
- Love's Garden of Roses
- O Flower Divine
- Play Time: A Cycle of Nursery Rhymes, liederen cyclus
- Songs of June, liederen cyclus
- The Island of Love
- Three Sea Songs, liederen cyclus
- Twelve Little Songs of the Year, liederen cyclus
- When Dawn Breaks Through
- When The Home Bells Ring Again, voor sopraan en orkest

### Kamermuziek
- Phantasie in F-groot, voor strijkkwartet
- Slumber Song, voor viool
- Elfin Dance, voor viool
- Melodie Plaintive, voor viool

### Werken voor orgel
- Prelude

### Werken voor piano
- Scherzo Fantastique
- Silver Clouds